# Basilio Augustín
Basilio Augustín y Dávila (Cádiz, 12 de febrero de 1840 – Vitoria, 7 de agosto de 1910) fue un militar  español conocido principalmente por ser el capitán general de Filipinas durante la guerra hispano-norteamericana y por su desafortunada actuación.

## Biografía

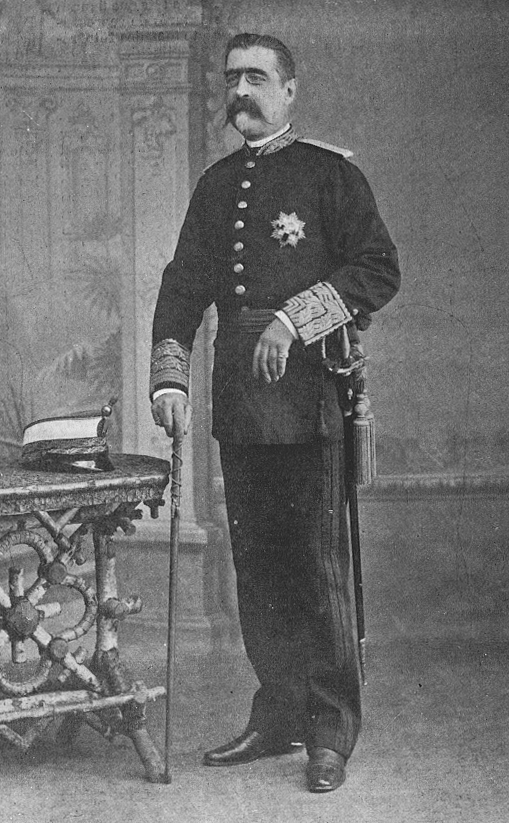
Basilio Augustín en 1898.

Fue nombrado para sustituir a Fernando Primo de Rivera, que había terminado una exitosa campaña militar contra los independentistas con el Pacto de Biak-na-Bató. La nueva situación de paz hizo que se pensara en un general menos beligerante que Fernando Primo de Rivera y Basilio Augustín fue el elegido por el gobierno de Sagasta. Para que el general se pusiera al día en los asuntos de Filipinas, Primo de Rivera quedaba como general del ejército mientras que Augustín quedaba como gobernador de la isla, en espera de resolución del conflicto surgido con los estadounidenses tras el hundimiento del USS Maine. Sin embargo, el optimismo del gobierno español, que esperaba reconducir la situación al poco tiempo, ordenó a Primo de Rivera su regreso a la península, lo que dejaba a Basilio Augustín con toda la responsabilidad. A pesar de emitir comunicados de alto sentido patriótico, no fue bien visto que el general llegara a su cargo acompañado de su esposa y de sus hijas, pues parecía más de vacaciones que en acción bélica. 
Agravado el problema con los estadounidenses y reiniciada la rebelión de los tagalos, el general pronto comenzó a tomar posturas equivocadas. Durante el ataque de la armada norteamericana a la española en el Cavite, ante la amenaza norteamericana de bombardear Manila ordenó que las baterías cesaran de apoyar a la armada española lo que tuvo consecuencias desastrosas. Su siguiente plan fue organizar una milicia filipina dirigida por nativos leales, pero tras armar varios regimientos estos desertaron y se pusieron al lado de Aguinaldo. Ante el desastre de sus actuaciones decidió rendirse al almirante George Dewey, mientras el gobierno de España le destituía por Fermín Jáudenes.
Falleció el 7 de agosto de 1910 en Vitoria.